# Metromania
Metromania è un album discografico  del gruppo tedesco Eloy, pubblicato nel 1983 dall'etichetta discografica EMI.

## Tracce
1. Escape to the Heights – 5:30
2. Seeds of Creation – 4:28
3. All Life Is One – 6:28
4. The Stranger – 3:49
5. Follow the Light – 9:37
6. Nightriders – 4:39
7. Metromania – 6:10

## Formazione
- Frank Bornemann - voce, chitarra
- Hannes Arkona - tastiera
- Hannes Folberth - tastiera
- Klaus-Peter Matziol - basso
- Fritz Randow - batteria